# Samuel Holdheim
Samuel Holdheim (né en 1806, décédé en 1860) fut un des initiateurs importants du judaïsme réformé en Allemagne. Son réformisme lui attira de nombreuses critiques, dont celles de Samson Raphael Hirsch.

## L'école critique-historique
Pour Samuel Holdheim et Abraham Geiger, le Talmud, détaché de la tradition du judaïsme rabbinique, doit être étudié uniquement comme un phénomène historique. C'était également l'opinion de Zacharias Frankel. De son côté, Isaac Hirsch Weiss élabora lui aussi, dans son ouvrage intitulé Dor Dor ve-Dorshav, une méthode critique-historique d'étude du Talmud, et Heinrich Graetz reprendra cette méthode dans son Histoire des Juifs.

## Réaction de Samson Raphael Hirsch
En 1839, Samson Raphael Hirsch publie un essai polémique contre les réformes du judaïsme proposée par Samuel Holdheim, intitulé Mittheilungen aus Naphtali's Briefwechsel. Il publie ensuite, en 1844, un second ouvrage polémique contre les excès du mouvement réformateur, dont le titre est Zweite Mittheilungen aus einem Briefwechsel über die Neueste Jüdische Literatur.